# Moggridgea crudeni
Moggridgea crudeni är en spindelart som beskrevs av Hewitt 1913. Moggridgea crudeni ingår i släktet Moggridgea och familjen Migidae. Inga underarter finns listade i Catalogue of Life.